# Lynton
Lynton est un village du comté de Devon, dans le parc national d'Exmoor, en Angleterre.

## Géographie
Le village de Lynton surplombe le village de Lynmouth avec lequel il forme la paroisse civile de Lynton and Lynmouth et auquel il est relié par un funiculaire, le Lynton and Lynmouth Cliff Railway.
Les villages de Lynton et Lynmouth sont jumelés avec Bénouville, en France.

## Lieux et monuments
La plupart des bâtiments datent de la fin du XIXe siècle et du début du XXe siècle. La mairie, offerte par George Newnes, a été inaugurée le 15 août 1900.
Le clocher de l'église Saint Mary date pour l'essentiel du XIIIe siècle, mais l'église a été agrandie et modifiée, notamment en 1741, lorsque la nef a été refaite, puis à l'époque victorienne.
Le village possède un petit musée d'art et traditions populaires, le Lyn and Exmoor Museum.